# Ikarus 417
Ikarus 417 – węgierski autobus z fabryki Ikarusa. Ma obniżoną podłogę na całej długości. Jest przegubową wersją Ikarusa 411. Wyprodukowano tylko 33 sztuk. Trafiły one do Niemiec, Czech, Polski oraz na Węgry. W 2013r. w Polsce eksploatowane są jedynie przez MPK Wrocław.
| Model   | Opis |
| ------- | --- |
| 417.02  | Pierwsza, prototypowa wersja Ikarusa. Model wyposażony w silnik Cummins. |
| 417.04  | Wyprodukowano 18 egzemplarzy tego modelu (17 trafiło do Wuppertaler Stadtwerke w Niemczech, a osiemnasty został dostarczony do Havelbus Verkehrsgesellschaft). |
| 417.08  | Model był przeznaczony na rynek polski, lecz wyprodukowano tylko 3 egzemplarze. Trafiły one do MZA Warszawa oraz do MPK Wrocław. Pojazdy warszawskie zostały wyprodukowane w 1995 r. Nadano im numery 7550 i 7551, a trafiły do zajezdni R5 Inflancka. Po likwidacji owej w 2003 r. zajezdni przeniesiono je do bazy R13 "Stalowa". Jednocześnie otrzymały nowe numery: 7530 i 7531. Od 2005 r. odstawione. Ikarus 417 był przegubowym odpowiednikiem Ikarusa 411. Dwie sztuki zakupiono i zmontowano razem z partią 68 Ikarusów 280.70E w 1995 roku. Pierwsze niskopodłogowe przegubowce wyjechały na ulice w marcu 1996 r. Podobnie jak typ 411, Ikarusy 417 były dość awaryjne. Ich produkcja była bowiem dopiero w fazie wdrażania, co zmagającej się z kłopotami finansowymi węgierskiej firmie nie przychodziło łatwo. W lutym 2007 r. zostały skreślone ze stanu inwentarzowego i przeznaczone na sprzedaż. Jako że nikt ich nie kupił, zostały przeznaczone do kasacji. Z kolei wrocławski Ikarus z 1996 r. został oznaczony numerem 5000. Stacjonował na zajezdni nr VII "Grabiszyńska" do grudnia 2012 r. |
| 417.10A | Jedyny tego typu autobus został zakupiony w 1999 r. przez czeskie miasto Tábor. |
| 417.14  | Autobusy tego typu jeżdżą w Poczdamie. Były również eksploatowane przez DVB Drezno, lecz okazały się zbyt awaryjne i trafiły z powrotem do producenta. |